# Staats- und Universitätsbibliothek Hamburg

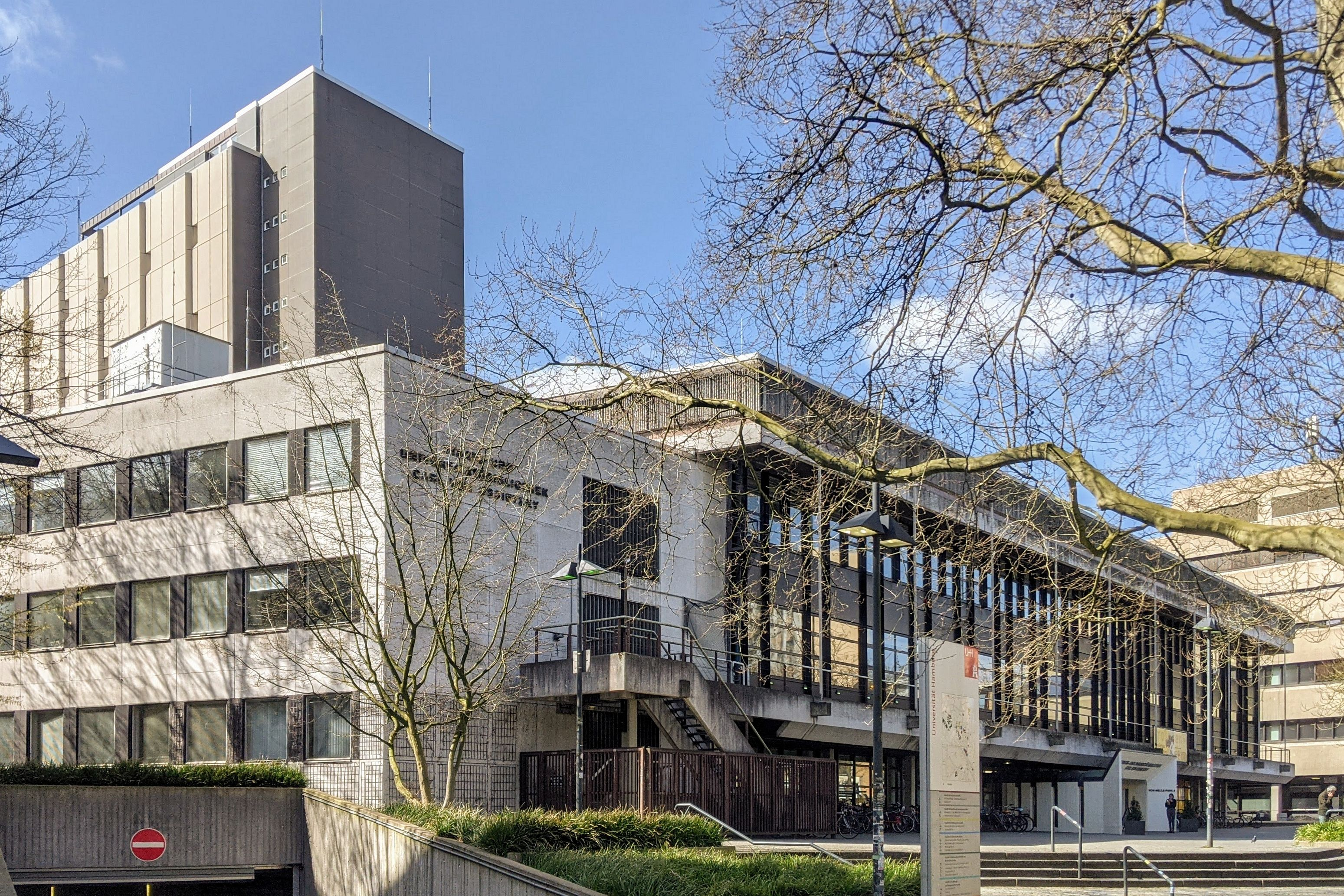
Ansicht Von-Melle-Park 3 mit Haupteingang, Lesesaal und Magazinturm

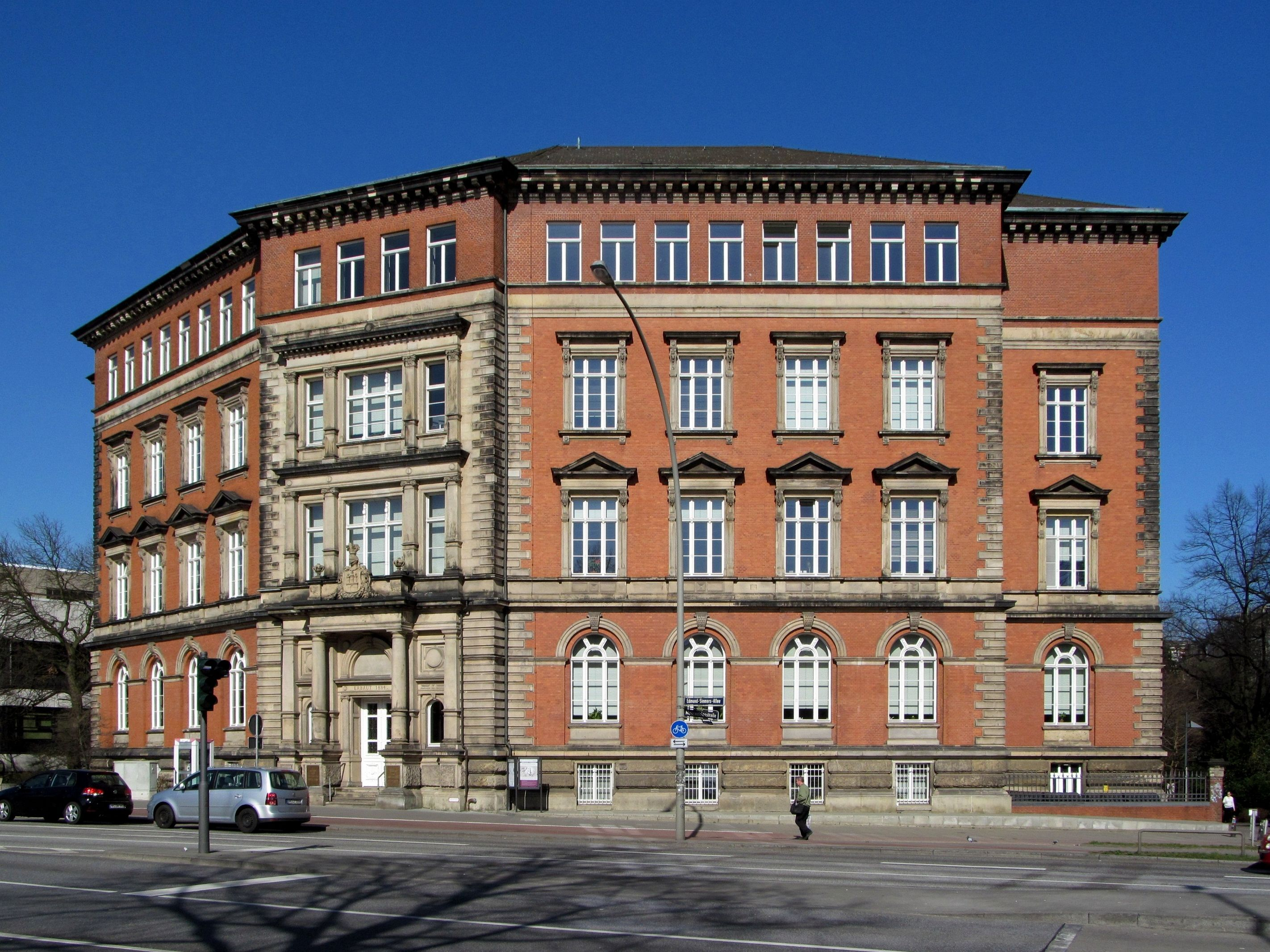
Altbau der Stabi, ehemals Wilhelm-Gymnasium

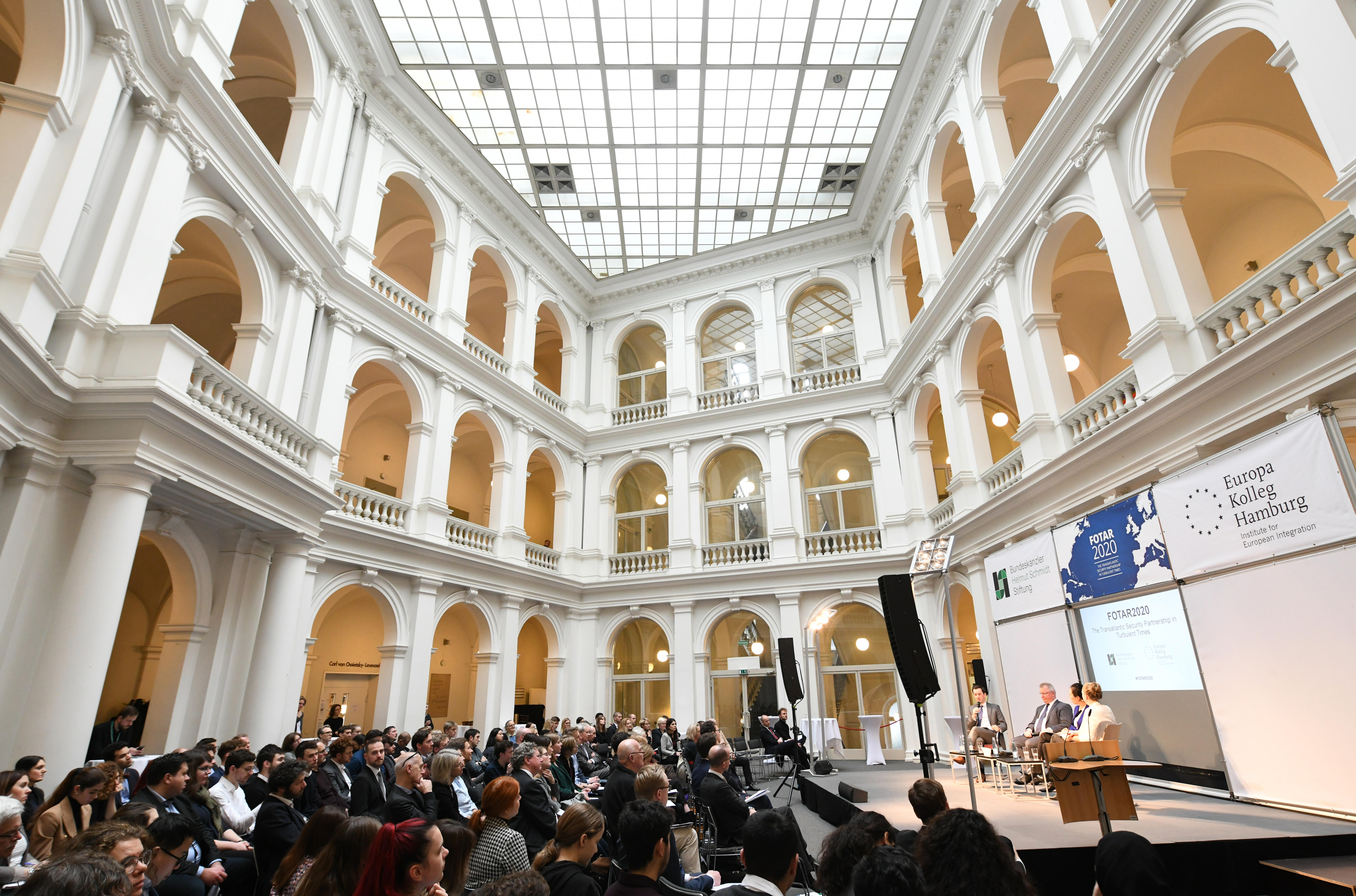
Lichthof im Altbau der Stabi mit Teilnehmern einer Konferenz der Bundeskanzler-Helmut-Schmidt-Stiftung (2020)

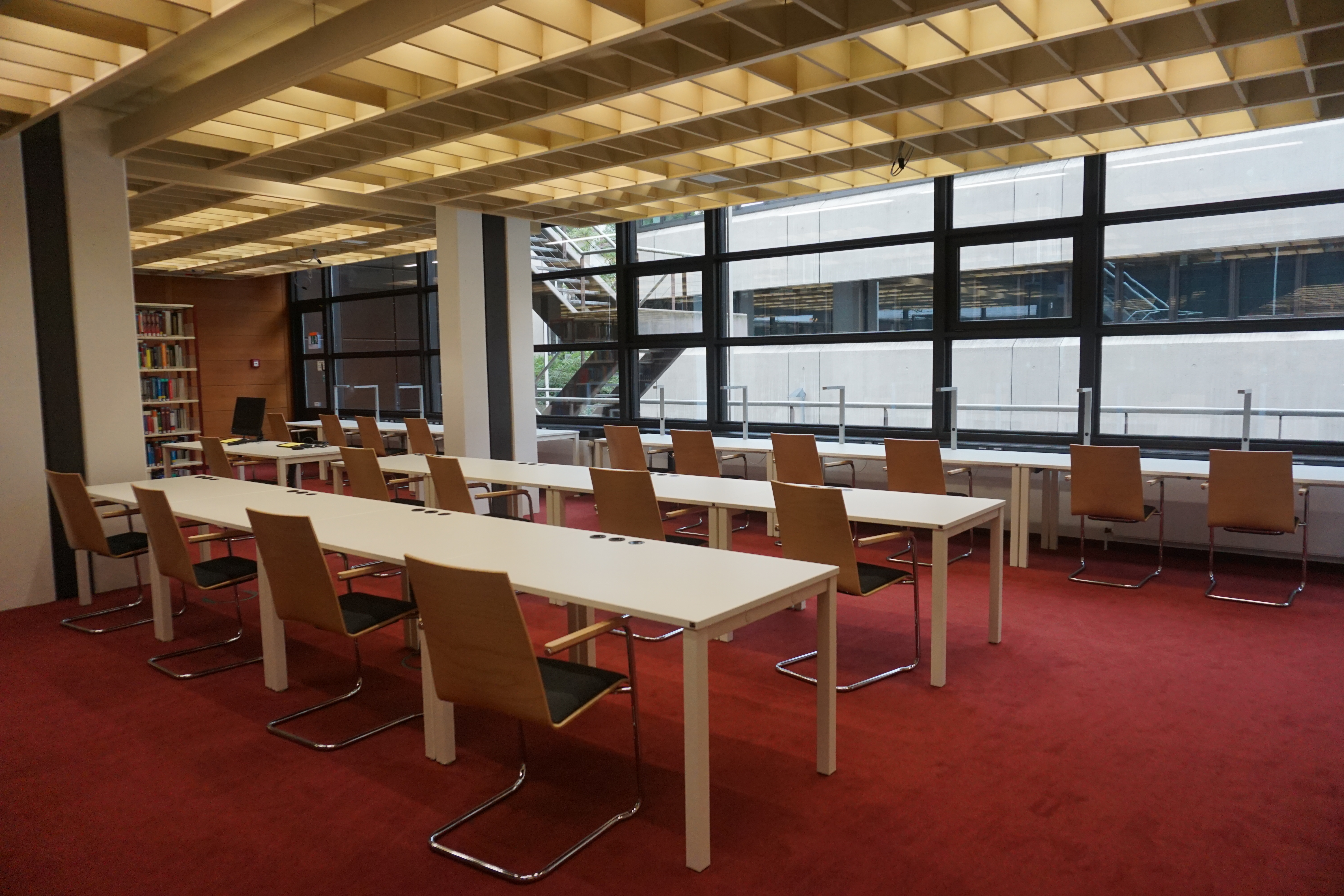
Blick auf einen Teil des Lesesaals der Stabi (2018)

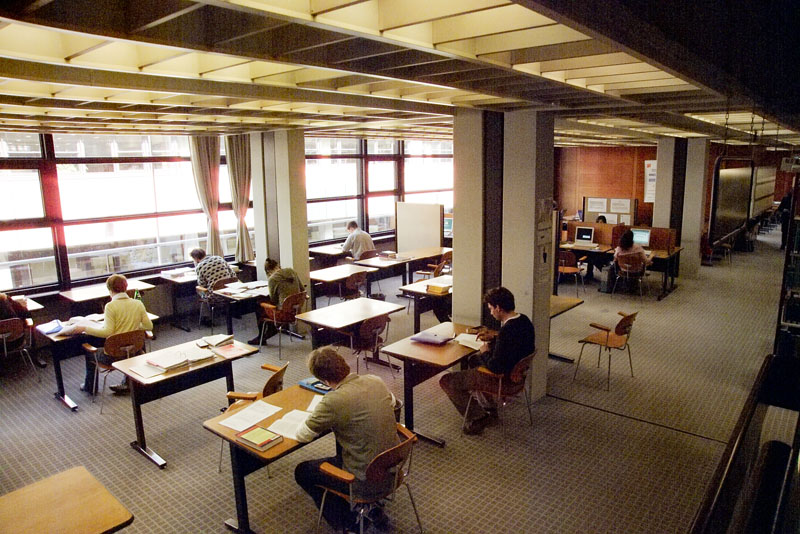
Blick auf einen Teil des Lesesaals der Stabi (2006)

Die Staats- und Universitätsbibliothek Hamburg „Carl von Ossietzky“ (kurz Stabi oder SUB Hamburg) ist die größte wissenschaftliche Bibliothek des Stadtstaates Hamburg und der Metropolregion Hamburg. Sie ist seit 2011 ein Landesbetrieb im Geschäftsbereich der Behörde für Wissenschaft, Forschung, Gleichstellung und Bezirke.
Sie fungiert als zentrale Bibliothek der Universität Hamburg und der anderen staatlichen Hochschulen und Forschungsinstitutionen (Universitätsbibliothek) und dient zugleich der Literatur- und Informationsversorgung von Wissenschaft, Kultur, Presse, Wirtschaft, Verwaltung und interessierter Öffentlichkeit.
Sie versieht die Aufgaben einer Landes- und Archivbibliothek und hat das Pflichtexemplarrecht für Hamburg inne. Sie nimmt somit eine bedeutende Stellung innerhalb der Hamburger Bibliotheken ein. Zu Ehren des aus Hamburg stammenden Publizisten und Friedensnobelpreisträgers trägt sie seit 1983 den Namen von Carl von Ossietzky.
Direktor der SUB Hamburg ist seit dem 2. September 2019 Robert Zepf.

## Lage und Gebäude
Ihren Hauptsitz hat die SUB seit 1945 im Stadtteil Rotherbaum im Bezirk Eimsbüttel. Hier liegt sie unmittelbar am Hauptcampus der Universität mit der Adresse Von-Melle-Park 3.
Der Gebäudekomplex besteht aus dem an der Ecke Grindelallee/Moorweidenstraße gelegenen „Altbau“ des ehemaligen Wilhelm-Gymnasiums, einem daran anschließenden 16-stöckigen Magazinturm aus dem Jahre 1960 und dem zum Von-Melle-Park hin orientierten Hauptgebäude („Neubau“) von 1982. In letzterem befinden sich das Ausleihzentrum mit SB-Bereich und Lehrbuchsammlung, das Informationszentrum, fünf Lesesäle, die Medienwerkstatt, ein Vortragsraum, ein Ausstellungsraum sowie eine Cafeteria.
Im Altbau sind neben dem Carl von Ossietzky-Lesesaal verschiedene Spezialbibliotheken untergebracht: die Bibliothek des Ärztlichen Vereins, die „Wolfgang-Schweizer-Bibliothek, Homöopathische Bibliothek Hamburg“, das Wolfgang-Borchert-Archiv, die Linga-Bibliothek und die Forschungsstelle für deutsche Exilliteratur. Bis 2014 befand sich hier auch die Hamburger Theatersammlung und das Zentrum für Theaterforschung. Mit der Übergabe der Bestände von der Universität Hamburg wurden diese mit den theaterhistorischen Beständen der Bibliothek vereint. Sie können nunmehr über den Campus-Katalog ausgeliehen werden.
Als Magazin dienen ein 16-stöckiger Turm, ein Kompaktmagazin sowie eine weitere Speicherbibliothek in Bergedorf.

## Geschichte

### Hamburger Ratsbibliothek
Als erste öffentliche Bibliothek in Hamburg wurde 1479 eine Ratsbibliothek eingerichtet. Sie war im Rathaus untergebracht und ging auf eine Stiftung des Bürgermeisters Hinrich Murmester zurück, der in Italien Jura studiert hatte und dort mit dem Humanismus in Kontakt gekommen war. Die Bibliothek sollte „jedem ehrbaren Manne“ offenstehen. Für einige Jahre finden sich in den Akten der Hamburger Kämmerei Ausgaben der Stadt für den Unterhalt der Bibliothek. Über ihren endgültigen Verbleib ist allerdings nichts bekannt.

### Schulbibliothek im ehemaligen St. Johannis-Kloster
Nach der Reformation 1529 wurde in Hamburg von Johannes Bugenhagen eine neue Kirchenordnung eingeführt. Mit ihr wurde nicht nur eine neue Lateinschule, das Johanneum, eingerichtet, sondern auch eine Bibliothek, die in den Schulräumen im ehemaligen Kloster St. Johannis (an Stelle des heutigen Rathausmarktes) aufgestellt war. Darin sollten nach der Kirchenordnung „alle boke gudt und bose“ versammelt werden. Wahrscheinlich wurden in dieser Bibliothek vor allem die Bücher der durch die Reformation aufgelösten Klöster aufgestellt.
Als 1610 die Schule reformiert wurde und 1613 am Johanneum mit der Einrichtung des Akademischen Gymnasiums begonnen wurde, warb der Ratsherr und spätere Bürgermeister Sebastian von Bergen Geld und Buchspenden ein. Stiftungen wurden nicht nur von Ratsherren und Hamburger Gelehrten gemacht, sondern auch von einigen Zünften. Die Bücher, die erworben und gestiftet wurden, waren hauptsächlich repräsentative Ausgaben der antiken Klassiker und Werke der Theologie und Geschichte, sie wurden zunächst in der Prima der Gelehrtenschule aufgestellt. Unter dem Rektorat des Naturwissenschaftlers Joachim Jungius blieb das Johanneum zunächst mit dem Gymnasium vereinigt, 1640 jedoch wurden die Lehreinrichtungen formal getrennt und auch der Buchbestand auf zwei Schulbibliotheken verteilt, wobei dem Akademischen Gymnasium der weitaus größere Anteil zukam.

### Die gemeine Bibliothek

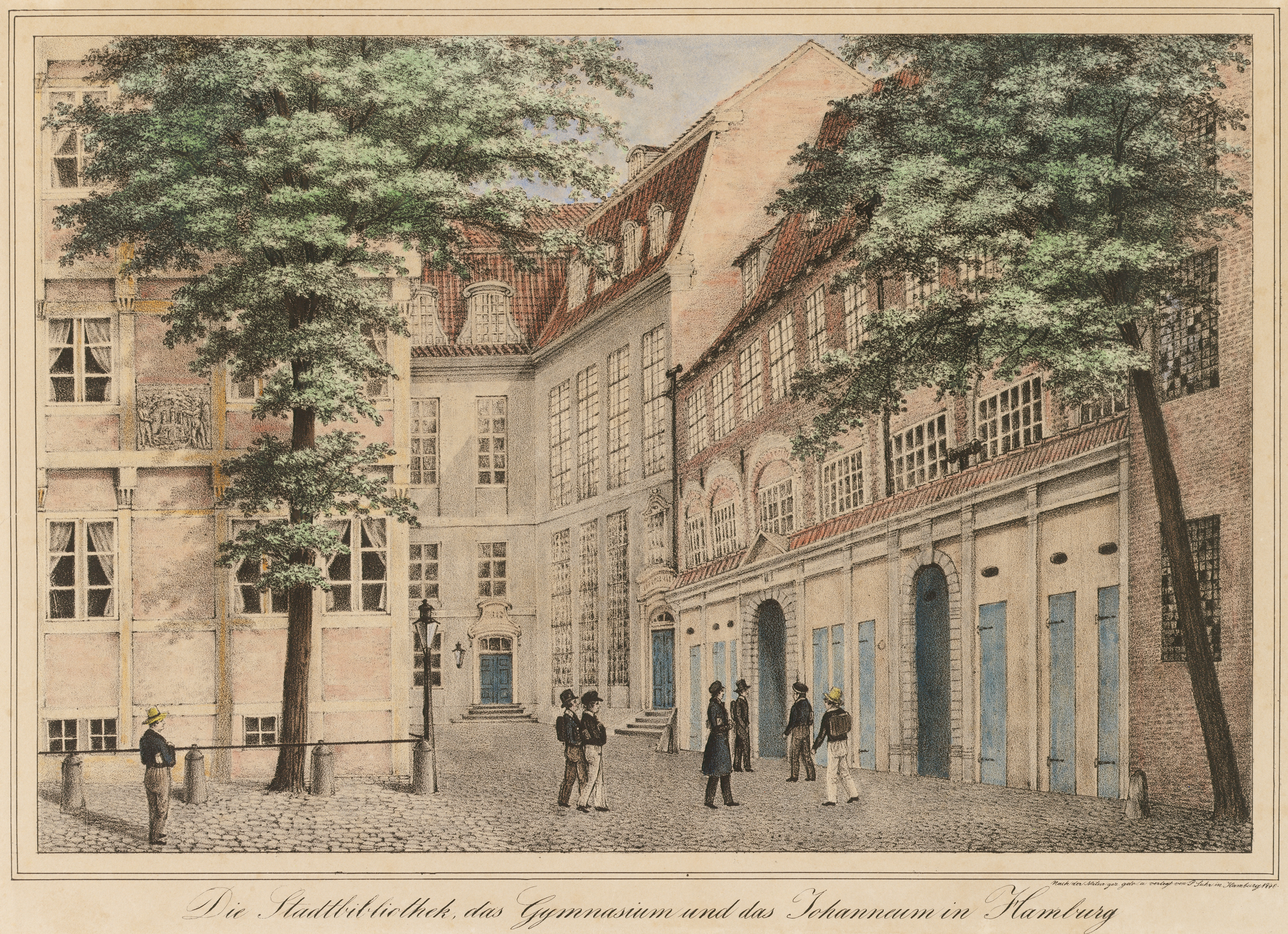
Stadtbibliothek und Johanneum im alten Johanniskloster, um 1800

Als der Gymnasialbibliothek größere Privatsammlungen angeboten wurden, wurde 1649 ein Bibliothekssaal im Johanniskloster über dem Gymnasium hergerichtet und repräsentativ ausgestaltet. Besonderen Eindruck machte auf die Zeitgenossen eine Kuppel, in der der Sternenhimmel mit den Sternen, Sternbildern und Gradkreisen dargestellt war, also eine Art Himmelsglobus. Die Sterne bestanden aus vergoldetem Blech und waren an ihrem „natürlichen Ort“ angebracht. Die Positionen hatte ein Mathematiker in die Kuppel übertragen. Otto Wagenfeld besorgte die künstlerische Gestaltung. Es wurde auch erstmals ein besoldeter Bibliothekar berufen und eine Bibliotheksordnung erlassen, nach der die Benutzung erstmals allen Bürgern ermöglicht wurde.
Der Gelehrte und Jurist Friedrich Lindenbrog vermachte der Bibliothek 1648 seine Sammlung, die neben humanistischen und juristischen Werken auch wertvolle Handschriften enthielt. Ein Jahr später verkaufte der Mathematikprofessor Johann Adolf Tassius der Stadt Hamburg seine Bücher und mathematischen Instrumente für eine Leibrente von Lübischen 60 Mark für sich und seine Frau. Der Wert der Sammlung soll die Zahlung weit überschritten haben. Sein handschriftlicher Nachlass kam nach seinem Tode ebenfalls an die Bibliothek. Der Stadtphysikus Paul Marquard Schlegel vermachte der Bibliothek seine medizinische Literatur, Handschriften und Präparate, die 1657 übernommen wurden. Weitere bedeutende Sammlungen erhielt die Bibliothek 1663 von Thomas Selle, 1677 von Lukas Holste, 1691 von Heinrich Langenbeck und 1704 von Vincent Placcius.
Hamburger Drucker und Verleger erhielten 1696 die Abgabepflicht an die Bibliothek, die seither das Pflichtexemplarrecht besitzt. Ab 1726 wurden außerdem alle neuen Mitglieder des Senats verpflichtet, der Bibliothek ein Buch zu schenken. 1739 erhielt diese eine weitere besonders bedeutsame Schenkung: Die Sammlung des Hauptpastors der Katharinenkirche, Johann Christoph Wolf, im Umfang von etwa 25.000 Drucken, orientalischen Handschriften und der Uffenbach-Wolfschen Briefsammlung. Die Bibliothek verdoppelte dadurch ihren Bestand, konnte die Zuwächse jedoch im vorhandenen Gebäude vorerst noch nicht unterbringen. 1744/45 wurde dieses deshalb abgerissen und an selbem Ort ein Neubau errichtet.

### Die öffentliche Stadtbibliothek
Im Jahr 1751 wurde das neue Gebäude eingeweiht, in dem die Bibliothek und das Johanneum weiterhin eng miteinander verbunden waren. Es wurde eine Bibliotheksordnung erlassen und die Institution fortan als „öffentliche Stadtbibliothek“ bezeichnet. Sie war dennoch zunächst nur sehr unregelmäßig geöffnet, erst ab 1781 wurden festgelegte Zeiten eingehalten. Bei der Versteigerung der Dombibliothek 1784 erhielt die Stadtbibliothek nichts, 1791 jedoch die Bibelsammlung des Hamburger Hauptpastors Johann Melchior Goeze. Ab 1801 wurde ihr ein jährlicher Erwerbungsetat zugewiesen.
Während der Hamburger Franzosenzeit wurden die kostbarsten Bestände ausgelagert, um sie vor einer Beschlagnahmung zu sichern. 1834 wurden besondere Teile der Büchersammlung von Arnold Schuback bei einer Auktion erworben.

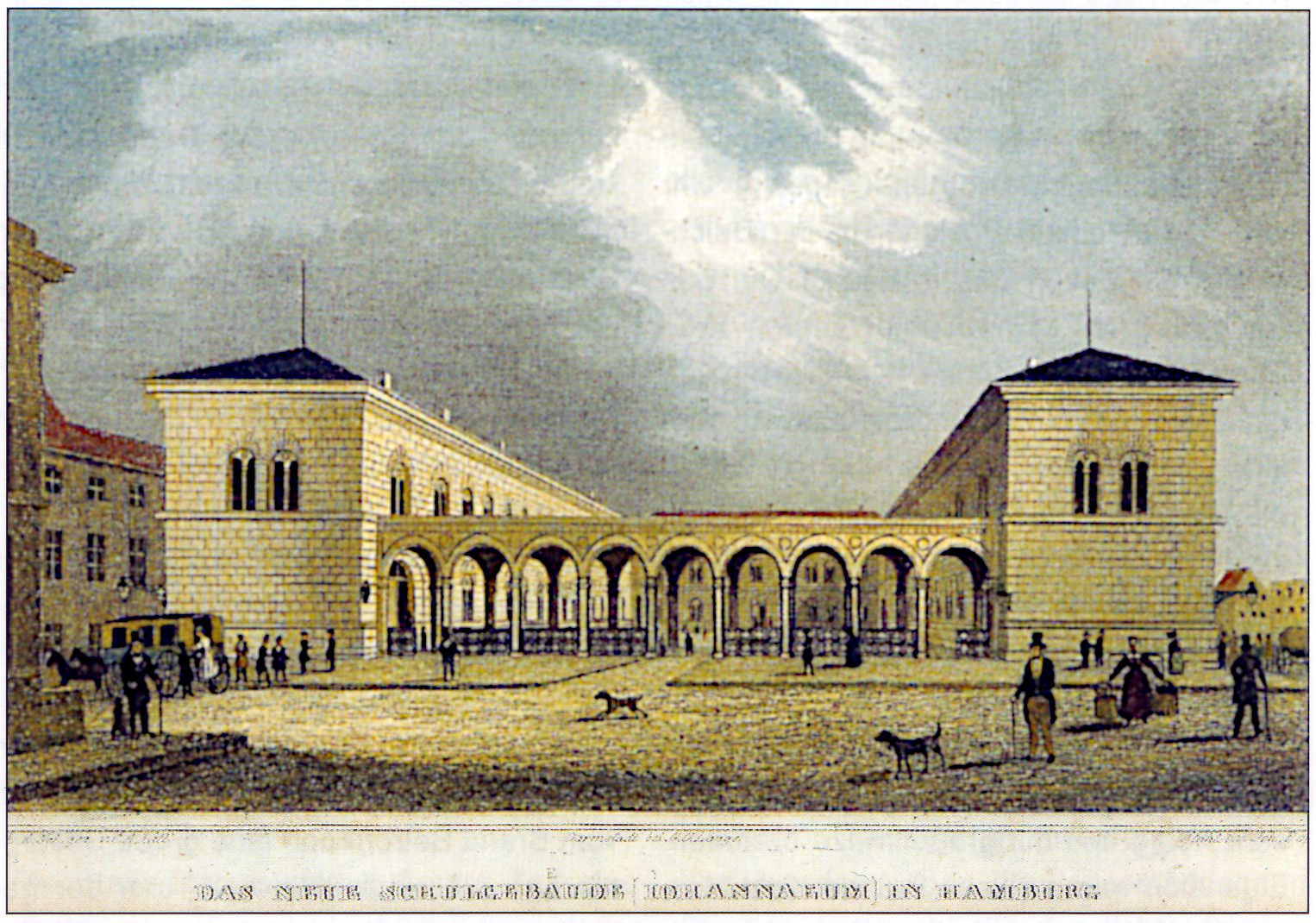
Johanneums-Neubau von 1840 am Speersort, Sitz der Bibliothek bis 1943

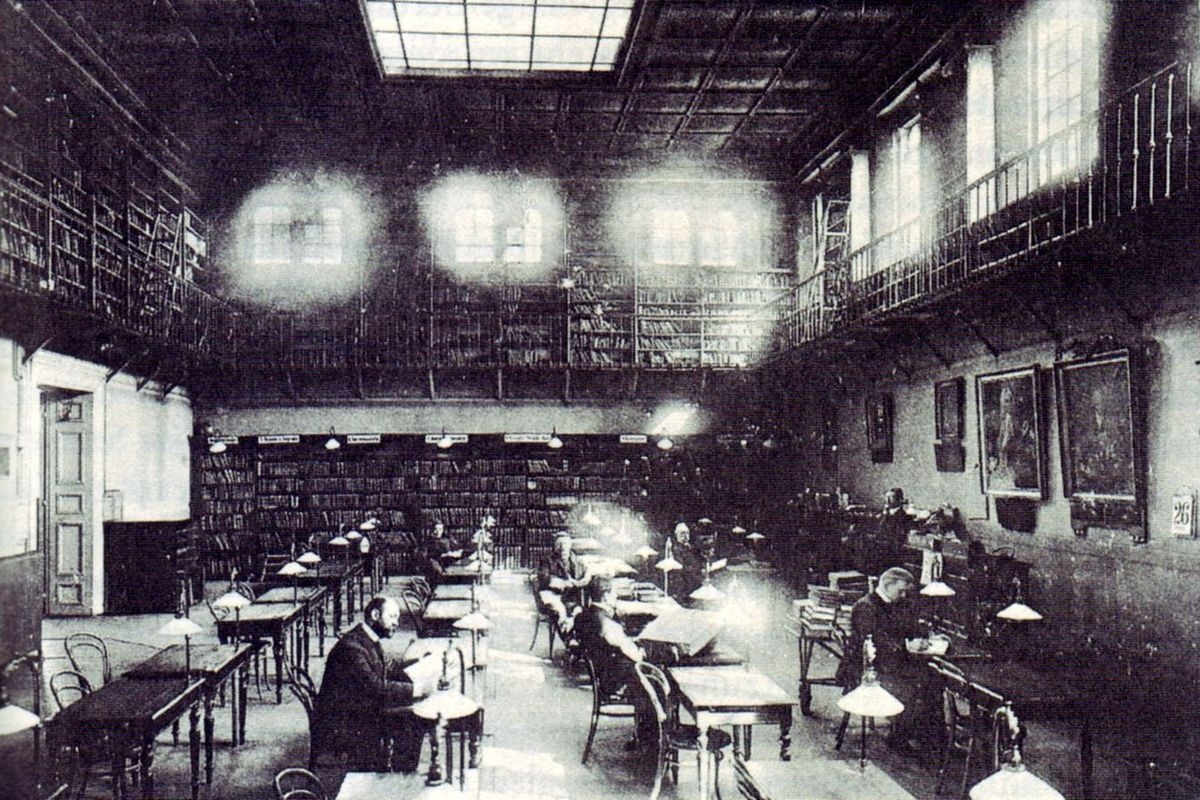
Lesesaal der Stadtbibliothek am Speersort, um 1900

1840 zog man mit der Gelehrtenschule des Johanneums in einen Neubau am Speersort auf dem Grundstück des zuvor abgerissenen Doms um, wo die Stadtbibliothek auch vom Hamburger Brand verschont blieb.
Im 19. Jahrhundert wurden zahlreiche weitere Sammlungen übernommen, darunter die mittelalterlichen Handschriften der Sankt-Jacobi-Kirche und des örtlichen Beginenkonvents, eine Reihe von Nachlässen Hamburger Persönlichkeiten sowie Teilbibliotheken des früheren Bürgermeisters Johann Georg Mönckeberg, des Schriftstellers Friedrich Nicolai und des Klopstock-Forschers Friedrich Cropp. Museale Sammlungen wurden hingegen an andere städtische Institutionen abgegeben, darunter auch das seither an der Kunsthalle befindliche Münzkabinett. Aus den naturkundlichen Sammlungen wurde 1843 das Naturhistorische Museum gegründet, das bis 1891 im selben Gebäude am Domplatz verblieb. Um 1900 verfügte die Stadtbibliothek über rund eine halbe Million Bände.
Zu Beginn des 20. Jahrhunderts wurden eine Papyrussammlung, eine Bismarck-Sammlung und 1914 eine Weltkrieg-Sammlung begründet und es wurden Judaica und Hebraica von Hajjim Baruk Levy angekauft. 1914 zog die Gelehrtenschule des Johanneums in den seither genutzten Gebäudekomplex in Winterhude, so dass der Bibliothek anschließend mehr Platz zur Verfügung stand. Das Realgymnasium des Johanneums war bereits 1876 in ein neues Gebäude vor dem Steintor (das heutige Museum für Kunst und Gewerbe) gezogen.

### Staats- und Universitätsbibliothek
Als 1919 die Universität Hamburg gegründet wurde, übernahm die bisherige Stadtbibliothek zusätzlich die Aufgabe einer Universitätsbibliothek. In ihrem Gebäude am Domplatz wurde nun auch die Commerzbibliothek untergebracht. Mit dem ersten Hamburgischen Hochschulgesetz vom 4. Februar 1921 wurde die Institution offiziell in Staats- und Universitätsbibliothek umbenannt, jedoch ab 1936 außerhalb des Hochschulwesens verwaltet.
1923 wurden sowohl die private Büchersammlung Detlev von Liliencrons als auch die Bibliothek der Hauptkirche Sankt Katharinen übereignet. Ab 1929 konnte auch die städtische Theaterbibliothek ihr Eigen genannt werden, ebenso die Privatbibliothek des Fürsten Bernhard von Bülow. Zudem wurden unter der Leitung von Gustav Wahl eine Vielzahl bedeutender Nachlässe erworben.
Im Zweiten Weltkrieg wurde die Bibliothek 1943 in der Operation Gomorrha weitgehend zerstört, der Westflügel bei einem weiteren Luftangriff im Juni 1944. Von den bis dato vorhandenen 850.000 Bänden wurden 700.000 bei den Luftangriffen vernichtet. Nur ein geringer Teil des Bestandes war zuvor ausgelagert worden. Die Hamburger Bibliothek gilt als die deutsche Bibliothek mit den größten Kriegsverlusten.
Nachdem die Bibliotheksbestände mehr als zwei Jahre in verschiedenen Bunkern untergebracht waren, konnte ab November 1945 das Gebäude des Wilhelm-Gymnasiums im Universitätsviertel bezogen und umgebaut werden. Ein 16 Etagen umfassendes Büchermagazin sowie ein Verwaltungsgebäude wurde 1968 fertiggestellt. Es gelangten unzählige Geschenke und verpflichtende Abgaben, etwa seitens des Christianeums, in die Staats- und Universitätsbibliothek, um die Kriegsverluste zu kompensieren. Unter den erworbenen Sammlungen der Nachkriegszeit sind besonders die Bibliotheken von Heinrich Meyer-Benfey, Friedrich Chrysander, Carlos Linga und der Hamburger Navigationsschule sowie die Nachlässe Friedrich Gottlieb Klopstocks und Hans Henny Jahnns hervorzuheben. 1958 wurde das Brahms-Archiv und 1962 die Klopstock-Arbeitsstelle begründet.
Der letzte Abschnitt des Gebäudekomplexes wurde 1982 ergänzt und für die Nutzer freigegeben. Am 50. Jahrestag der nationalsozialistischen Bücherverbrennung erhielt die Institution den Namen Staats- und Universitätsbibliothek Hamburg Carl von Ossietzky zur Ehrung des pazifistischen Publizisten und Friedensnobelpreisträgers, der 1933 von den Nationalsozialisten verhaftet wird und an den Folgen seiner Haft im Konzentrationslager verstarb. Sie sammelt daher neben umfassender Literatur zu Politik und Friedensforschung pazifistische und antimilitaristische Literatur sowie Veröffentlichungen zu von Ossietzky in allen europäischen Sprachen im Carl von Ossietzky-Lesesaal als Zentrum des Gedenkens, der bis 2023 auch die Bibliothek und Archiv der Walter-A.-Berendsohn-Forschungsstelle für deutsche Exilliteratur beherbergte.

### Erste Bibliothekare, Direktorinnen und Direktoren der Bibliothek
| Amtszeit  | Name und Lebensdaten                           | Bemerkung                                           |
| --------- | ---------------------------------------------- | --------------------------------------------------- |
| 1650–1657 | Georg Schumacher (1616–1657)                   |                                                     |
| 1657–1672 | Johannes Bloom (1620–1672)                     |                                                     |
| 1672–1679 | Franz Hoppe († 1679)                           |                                                     |
| 1679–1693 | David Schellhammer (1627 oder 1629–1693)       |                                                     |
| 1693–1746 | Peter Surland (1660–1748)                      |                                                     |
| 1746–1770 | Johann Christian Wolf (1689–1770)              |                                                     |
| 1770–1778 | Johann Wunderlich und Gottfried Schütze        | geschäftsführend                                    |
| 1778–1784 | Gottfried Schütze (1719–1784)                  |                                                     |
| 1784–1794 | Martin Friedrich Pitiscus (1722–1794)          | seit 1779 Zweiter Bibliothekar                      |
| 1794–1796 | Paul Dietrich Giseke (1741–1796)               | seit 1784 Zweiter Bibliothekar                      |
| 1796–1798 | Anton August Heinrich Lichtenstein (1753–1816) | seit 1794 Zweiter Bibliothekar                      |
| 1799–1817 | Christoph Daniel Ebeling (1741–1817)           |                                                     |
| 1818–1851 | Johann Georg Christian Lehmann (1792–1860)     |                                                     |
| 1851–1872 | Christian Petersen (1802–1872)                 | seit 1832 Zweiter Bibliothekar                      |
| 1872–1882 | Meyer Isler (1807–1888)                        |                                                     |
| 1883–1901 | Franz Eyssenhardt (1838–1901)                  |                                                     |
| 1902–1917 | Robert Münzel (1859–1917)                      |                                                     |
| 1918–1943 | Gustav Wahl (1877–1947)                        |                                                     |
| 1943–1945 | Heinrich Theodor Reincke (1881–1960)           | kommissarisch, 1933–1948 Direktor des Staatsarchivs |
| 1945–1967 | Hermann Tiemann (1899–1981)                    |                                                     |
| 1967–1978 | Hellmut Braun (1913–2008)                      |                                                     |
| 1978–1998 | Horst Gronemeyer (1933–2024)                   |                                                     |
| 1998–2005 | Peter Rau (* 1940)                             |                                                     |
| 2005–2018 | Gabriele Beger (1952–2024)                     |                                                     |
| 2018–2019 | Petra Blödorn-Meyer (* 1960)                   | geschäftsführend                                    |
| 2019–     | Robert Zepf (* 1968)                           |                                                     |

## Bestand
Der aktuelle Bestand der Staats- und Universitätsbibliothek Hamburg bemisst sich auf rund 7,5 Millionen Print- und elektronische Medien. Der größte Teil des Bestands ist magaziniert. Die aktuellen Bestände der jeweils letzten zehn Jahre stehen offen im SB-Bereich. In den Lesesälen sind die wichtigsten Nachschlagewerke, Handbücher und Zeitschriften, in Sonderlesesälen auch Spezialbestände verschiedener Gebiete (Handschriften, Hamburgensien und Kartensammlung) frei zugänglich, insgesamt rund 150.000 Bände, ebenso eine umfangreiche Sammlung von bibliographischen und biographischen Nachschlagewerken (53.000 Bände und 66.000 Mikrofiches) sowie für Studierende eine Lehrbuchsammlung mit Mehrfachexemplaren aus den verschiedensten Fachgebieten (etwa 50.000 Bände).
Hinzu kommen noch rund 540.000 elektronische Medien (davon 56.000 elektronische Zeitschriften), 250 Inkunabeln, etwa 580 Nachlässe (zum Beispiel von Joachim Jungius, Friedrich Gottlieb Klopstock, Johann Mattheson, Detlev von Liliencron, Richard Dehmel, Hans Henny Jahnn, Wolfgang Borchert, Hubert Fichte) und rund 780.000 Noten und Handschriften.
Jährlich kommen zum Bestand der Staats- und Universitätsbibliothek Hamburg etwa 65.000 neue Bände hinzu.

### Bestandsschwerpunkte
Die Bibliothek war bis 2015 am Sondersammelgebietsplan der Deutschen Forschungsgemeinschaft beteiligt und hat hierbei für die Gebiete Spanien und Portugal, Indigene Völker Nordamerikas und der Arktis, Politik und Friedensforschung, Verwaltungswissenschaften sowie Küsten- und Hochseefischerei die deutsch- und fremdsprachige Literatur so vollständig wie möglich erworben. Seit 2016 wird im Rahmen des Fachinformationsdienstes Romanistik gemeinsam mit der Universitäts- und Landesbibliothek Bonn die Literaturversorgung der Romanistik sichergestellt. Darüber hinaus bildet die Latein-Amerikanistik in der ihr angeschlossenen Linga-Bibliothek einen traditionellen Schwerpunkt.
Als Landesbibliothek der Freien und Hansestadt Hamburg sammelt die Bibliothek mit gesetzlichem Auftrag als so genannte Pflichtexemplare alle in Hamburg publizierten Druckwerke, elektronischen Publikationen und Tonträger. Daneben wird alle inhaltlich auf Hamburg bezogene Literatur möglichst umfassend erworben und in der Hamburg-Bibliographie verzeichnet.

### Kampagne Hamburg ohne Worte
Da der Buchbestand der SUB von Säurefraß bedroht ist, hat die Bibliothek unter der Schirmherrschaft der damaligen Hamburger Kultursenatorin Karin von Welck eine großangelegte Rettungskampagne unter dem Titel Hamburg ohne Worte gestartet, die bundesweite mediale Aufmerksamkeit fand. In den Hamburger wissenschaftlichen Bibliotheken sind rund 4 Mio. Bände säuregeschädigt. Der Finanzbedarf für die Entsäuerung allein der 1,4 Mio. für die Sammlungen besonders wichtigen Bände wird auf rund 20 Mio. Euro geschätzt. Seit dem Jahr 2009 stellt die Behörde für Wissenschaft und Forschung auf einer Haushaltsstelle „Maßnahmen zum Erhalt der gefährdeten Bestände in wissenschaftlichen Bibliotheken“ pro Jahr 0,8–1 Mio. Euro zur Massenentsäuerung zur Verfügung. Damit können jährlich etwa 60.000 Bände aus den Erscheinungsjahren 1840–1990 stabilisiert und für die Nachwelt erhalten werden.

## Aufgaben
Die Bibliothek hat als Universitätsbibliothek die Aufgabe einer zentralen Bibliothek des Bibliothekssystems der Universität Hamburg und einer zentralen Bibliothek der anderen Hamburger Hochschulen. Als Staatsbibliothek hat sie zudem die Rolle einer Landes- und Archivbibliothek, mit dem gesetzlichen Auftrag zur Sammlung und Archivierung der in Hamburg verlegten Druckwerke (Pflichtexemplare) und amtlichen Druckschriften sowie die umfassende Sammlung von auf Hamburg und die Region bezogenes Schrifttum. Sie dient mit ihren umfangreichen Beständen und Informationsleistungen der Wissenschaft, der Kultur, der Bildung und der beruflichen Arbeit und Fortbildung. Als Kulturinstitut beteiligt sie sich an der Pflege der geschichtlichen Überlieferung und des wissenschaftlichen und kulturellen Lebens in der Hansestadt deren wissenschaftliches und kulturelles Gedächtnis sie mitbildet. Sie ist dem Leitsatz der Freiheit von Forschung und Lehre verpflichtet und beschafft, erschließt und vermittelt Informationsquellen aller Fachgebiete als einer allen interessierten Personen offenstehenden Einrichtung.
Zu den weiteren Aufgaben zählen unter anderem der DFG-geförderte Fachinformationsdienst Romanistik oder die Kooperation mit in- und ausländischen Bibliotheken und wissenschaftlichen Informationseinrichtungen, wie die Teilnahme am nationalen und internationalen Fernleihverkehr sowie dem Schnelllieferdienst (Subito).

## Fachinformationsdienst Romanistik
Seit 2016 betreibt die Staats- und Universitätsbibliothek den Fachinformationsdienst Romanistik gemeinsam mit der ULB Bonn. Der Dienst ermöglicht Romanistinnen und Romanisten in ganz Deutschland einen schnellen und umfassenden Zugriff auf wissenschaftliche Spezialliteratur und forschungsrelevante Informationen. Er wird von der DFG im Rahmen des Förderprogramms Fachinformationsdienste für die Wissenschaft gefördert, welches den Sondersammelgebietsplan ablöste. Insbesondere durch sein Suchportal knüpft der FID an die virtuellen Fachbibliotheken Vifarom und cibera an, wobei letztere von der SUB gemeinsam mit weiteren Institutionen zum Thema Ibero-Amerika / Spanien / Portugal betrieben wurde.

## Bibliothekssystem Universität Hamburg
Zum virtuellen Dach Bibliothekssystem Universität Hamburg gehören die Staats- und Universitätsbibliothek Carl von Ossietzky (Landesbetrieb), die Bibliotheken der Universität Hamburg sowie die Ärztliche Zentralbibliothek des UKE (ÄZB). Auf der Basis von Kooperationsvereinbarungen stimmen sich die beteiligten Bibliotheken in Fragen der Erwerbung, Bereitstellung und Nutzung von Medien organisatorisch ab.
Zuständigkeiten
- Die SUB ist zentrale Ausleih- und Archivbibliothek Hamburger Hochschulen. Als bibliothekarisches Kompetenzzentrum betreibt sie gemeinsam mit dem Regionalen Rechenzentrum (RRZ) die bibliothekstechnische Infrastruktur für die Erschließung und Bereitstellung der Medien (das Lokale Bibliothekssystem – LBS). Die Bestände der Stabi und der Fachbibliotheken (einschließlich der Bestände der ÄZB) werden in einem gemeinsamen Online-Katalog (Campus-Katalog) nachgewiesen.
- Die Bibliotheken der Universität Hamburg gliedern sich in 16 Fachbibliotheken, 11 Forschungs- und Spezialbibliotheken sowie 10 Sondersammlungen mit einem Bestand von ca. 3,8 Millionen Medien (E-Ressourcen, Bücher, Zeitschriften, Karten u. a.).[10]
- Die Ärztliche Zentralbibliothek (ÄZB) ist – rechtlich betrachtet – nicht Teil der Universität, gehört aber dennoch zum Bibliothekssystem Universität Hamburg. Sie versorgt sowohl Studierende der Medizinischen Fakultät als auch das Fachpersonal des Universitätsklinikum Hamburg-Eppendorf.

## Verlag
Die Bibliothek betreibt mit Hamburg University Press einen eigenen Verlag. Alle Werke dieses Verlages sind per Open Access kostenfrei zugänglich.

## Stella
Seit 2004 unterstützte der Bibliotheks-Chatbot Stella auf der Webpräsenz der Bibliothek Nutzer bei der Navigation und erleichterte die Nutzung elektronischer Dienste. Mitarbeiter werteten häufig gestellte Fragen aus und passten die Stella zugrundeliegende Datenbank an.
Seit der Überarbeitung des Internet-Angebotes der Bibliothek am 3. März 2016 ist Stella nicht mehr im Einsatz.

## Ausstellungen
Es werden im Jahr etwa acht Ausstellungen im Ausstellungsraum und im Gang zum Lichthof präsentiert.

### Historisch
- Johann Anton Rudolph Janssen: Die öffentlichen Stadtbibliothek in Hamburg, in: Ausführliche Nachrichten über die sämmtlichen evangelisch-protestantischen Kirchen und Geistlichen der freyen und Hansestadt Hamburg und ihres Gebiethes, sowie über deren Johanneum, Gymnasium, Bibliothek und die dabey angestellten Männer, Hoffmann & Campe, Perthes & Besser und Herold, Hamburg, 1826, S. 473 ff, (Digitalisat).
- Friedrich Johann Lorenz Meyer: Die Stadtbibliothek. in: Skizzen zu einem Gemälde von Hamburg, Band 2, 6. Heft, Verlag Friedrich Hermann Nestler, Hamburg, 1804, S. 276, (Digitalisat).
- Johann Georg Christian Lehmann, Christian Petersen: Ansichten und Baurisse der neuen Gebäude für Hamburgs öffentliche Bildungsanstalten kurz beschrieben und in Verbindung mit dem Plan für die künftige Aufstellung der Stadtbibliothek, Zur Feier der Einweihung am 4. Mai 1840, Johann August Meissner, Hamburg, 1840, (Digitalisat).
- Christian Petersen: Geschichte der Hamburgischen Stadtbibliothek, Perthes-Besser & Mauke, Hamburg, 1838, (Digitalisat).
- Bericht des Herrn Professors Dr. Petersen, Stadtbibliothekars, über die hamburgische Stadtbibliothek und die mit derselben verbundenen Sammlungen. in: Intelligenzblatt zum Serapeum, Band (1867), Heft 9, S. 65–69, (Digitalisat) und Heft 10, S. 73–76, (Digitalisat).
- Dritter Abschnitt: Alphabetisches Verzeichnis der wichtigsten hiesigen öffentlichen Anstalten, wohlthätigen Stiftungen und Vereine, wissenschaftlichen Institute und Sammlungen, sehenswerthen Gebäude u.s.w., in Hamburgisches Adress-Buch für 1852, S. 439 ff., (SUB Hamburg).